# Angelique Kerber

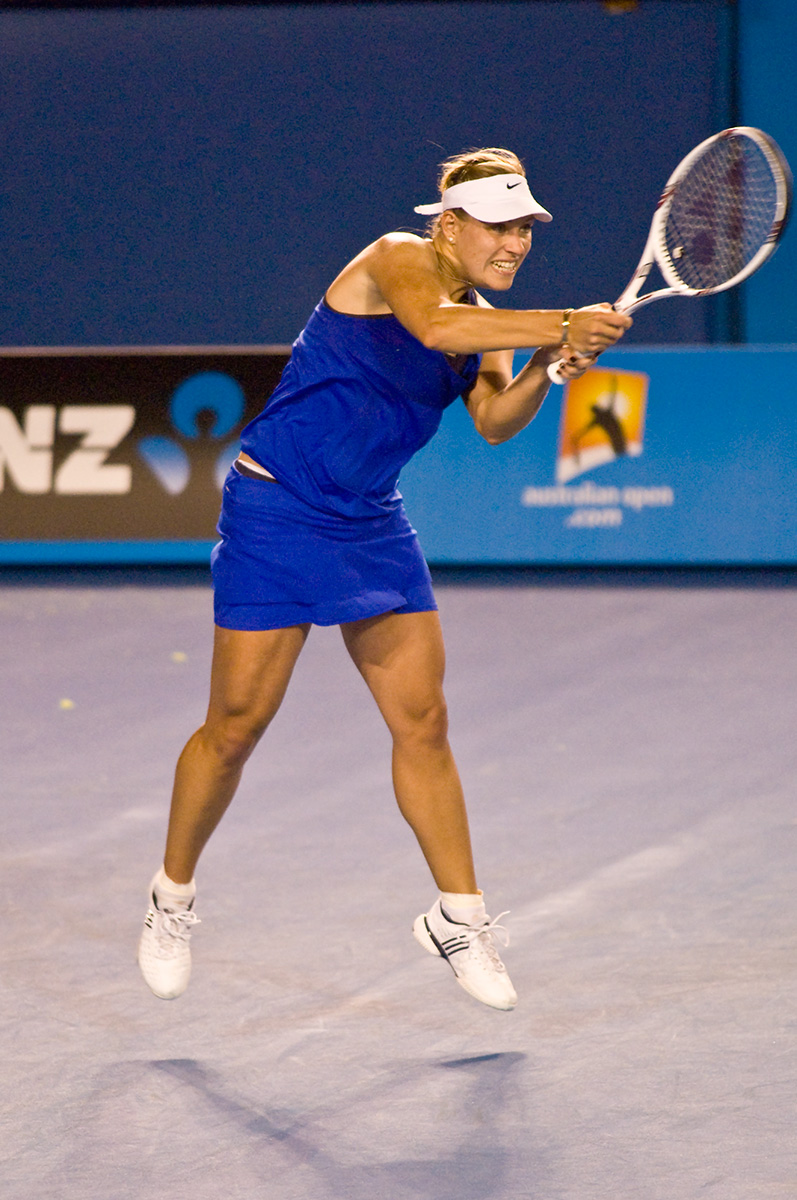
Kerber, la Australian Open

Angelique Kerber (n. 18 ianuarie 1988, Bremen, Germania) este o fostă sportivă germană, jucătoare profesionistă de tenis care a devenit (pentru prima oară) numărul 1 mondial în clasamentul WTA pe data de 12 septembrie 2016 după ce a câștigat finala de la U.S. Open în fața Karolinei Plíšková (Cehia). Ea deține și cetățenie poloneză, mama ei având origini poloneze.

## Victorii în carieră

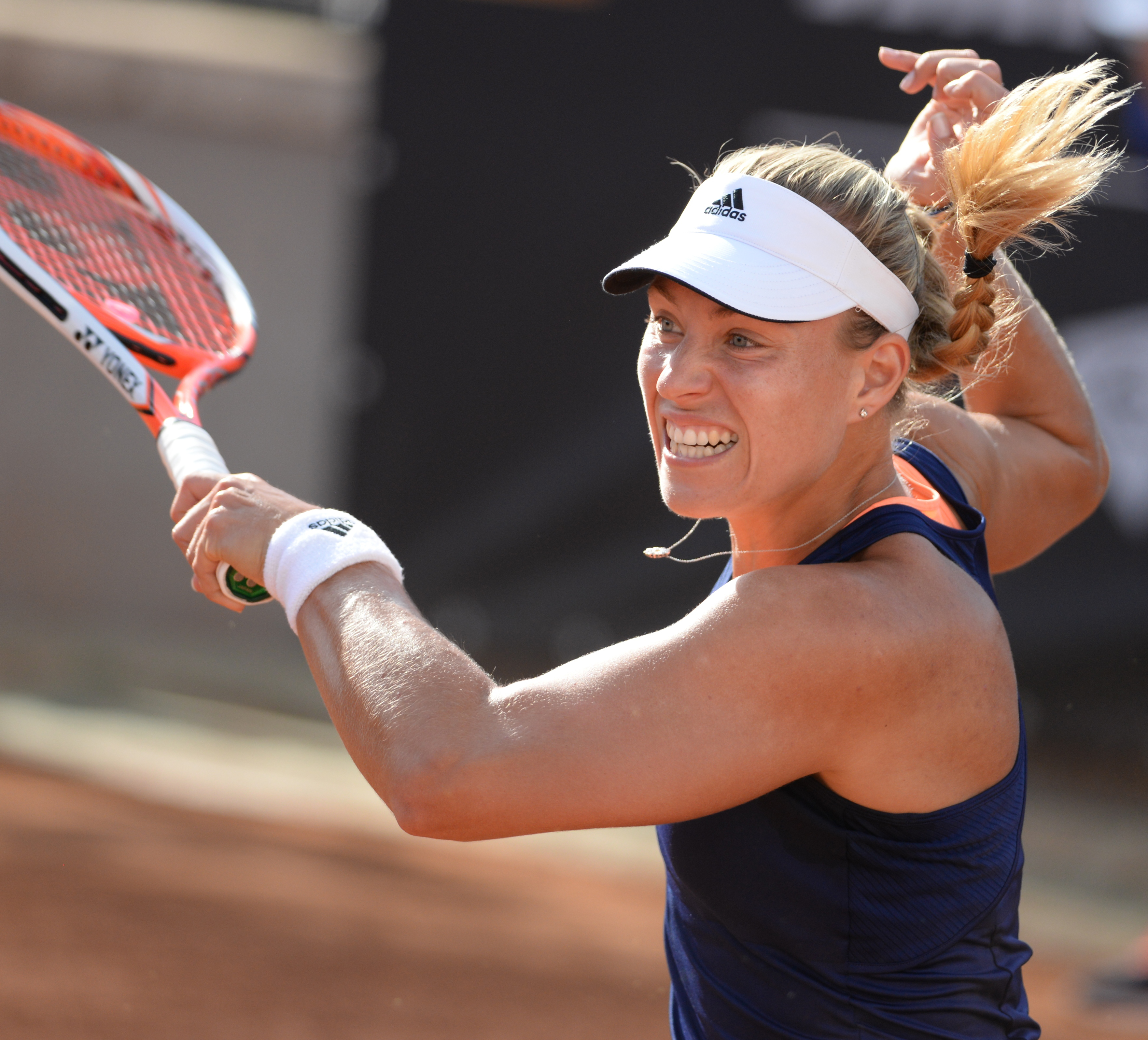
Angelique Kerber în acțiune

În 2016, Angelique Kerber a mai câștigat, pe lângă U.S. Open, și Australian Open, învingând-o pe Serena Williams la Melbourne. De asemenea, a mai câștigat și turneul Grand Prix Porsche de la Stuttgart, ajungând astfel la un număr de 3 turnee câștigate în 2016. S-a retras după Jocurile Olimpice din 2024.

## Legături externe
Materiale media legate de Angelique Kerber la Wikimedia Commons
- Site web oficial en  de  pl
- Angelique Kerber la Women's Tennis Association
- Angelique Kerber la International Tennis Federation
- Angelique Kerber pe site-ul Fed Cup
- Angelique Kerber la Comitetul Olimpic Internațional
- en Angelique Kerber la Olympedia.org